# SN 2009fv
SN 2009fv – supernowa typu Ia odkryta 2 czerwca 2009 roku w galaktyce NGC 6173. W momencie odkrycia miała maksymalną jasność 16,30m.